# 共成河
共成河，古称天露水，位于中国广东省新兴县境内，是大南河右岸支流，发源于新兴县东南部的水源山，蜿蜒向西北流，经太平镇的水浪村、共成水库、河村（原共成镇）、社圩村和天平镇驻地，至县城新城镇水东汇入大南河。河长29千米，平均比降7.5‰，流域面积129平方千米。